# Zurab Zviadauri
Zurab Zviadauri (georgiska: ზურაბ ზვიადაური) född 2 juli 1981 i Chevsureti (Achmeta), är en georgisk judoutövare. 
Zviadauri deltog i herrarnas 90 kg-klass vid de olympiska spelen 2004 i Aten, där han även vann guldmedaljen. Han har tilldelats ett stipendium från Olympiska solidaritetsprogrammet. Han har även vunnit två silvermedaljer vid världsmästerskapen (2001 och 2003) och ett brons vid EM 2002.
Zviadauri har också kontrakt med kampsports-PR byrån World Victory Road, men han har ännu inte gjort sin MMA-debut.
Han är även kusin till en annan olympisk mästare, den Georgienfödda grekiska judokan Ilias Iliadis (född Dzjardzji Zviadauri).

### Fotnoter
1. ↑  Breen, Jordan (7 juli 2009). ”Sengoku Signs Another Top-Notch Judoka”. Sherdog.com. Arkiverad från originalet den 10 juli 2009. https://web.archive.org/web/20090710201253/http://sherdogblog.craveonline.com/blog/2009-07-07#18405. (engelska)